# Mausolée de Zulkifl
 (décembre 2023).
Le mausolée de Zulkifl est un monument architectural (XIe – XIIe siècles) situé près de Termez. Selon la légende, le prophète Zulkifl y aurait été enterré. Les sources historiques mentionnent également qu'Ishoq ibn Kunaja (mort en 992/993), descendant des commandants militaires abbassides, repose également ici. Les années exactes de construction du mausolée sont inconnues, mais les bâtiments remontent aux XIe et XIIe siècles et ont été construits pendant le règne de Mahmud de Ghazni.

## Appellation
Il existe des hypothèses selon lesquelles le prophète Zul Kifl aurait été enterré dans ce mausolée. Zul Kifl est considéré comme le fils du prophète Ayyub. Le Coran et les hadiths fournissent peu d'informations à son sujet. Le prophète Zul Kifl est mentionné dans les sourates Anbiya (versets 85-48) et Sad.
Le mot Zul Kifl signifie « le propriétaire du gage ».

## Emplacement
Le mausolée de Zul Kifl est situé sur l'île d'Aral-Paygambar, dans la réserve d'Aral-Paygambar. L'île a été nommée d'après le prophète Zul Kifl, qui aurait été supposément enterré là-bas.

## Architecture
La mosquée, le tombeau et deux pièces adjacentes se trouvent dans la partie sud de l'île d'Aral-Paygambar. Les bâtiments ont été construits à différentes époques. La mosquée a une forme carrée (surface de 6,95 x 6,95 mètres), avec un dôme et une arche à l'avant. La niche est décorée de plâtre sculpté. Le tombeau (surface de 6 x 4 mètres) est construit à 1 mètre au-dessus de la mosquée et contient un sarcophage. Le tombeau possède deux portes qui mènent à deux pièces adjacentes. Les murs des pièces sont recouverts de poutres en bois formant une forme ondulée.
Le savant de Boukhara, Muhammad ibn Valiy, a écrit sur le tombeau du prophète Zul-Kifl dans son ouvrage du XVIIe siècle intitulé « Bahr al-Akhor ». Selon les légendes populaires, le prophète Zul-Kifl aurait jeté son corps dans la rivière Amou-Daria et aurait donné instruction d'être enterré à l'endroit où le cercueil s'arrêterait.

## Île d'Aral-Paygambar
L'île d'Aral-Paygambar couvre une superficie de 4000 hectares. Sa longueur est de huit kilomètres et sa largeur est d'environ cinq à six kilomètres. Selon les experts, la rivière Amou-Daria change de caractère lorsqu'elle approche de l'île. En 1971, une réserve a été établie dans cette région. Actuellement, la zone fait partie de la réserve d'État de Surkhan. L'île est recouverte de forêts sur une superficie de 970 hectares.

### Réserve d'Aral-Paygambar
La réserve d'Aral-Paygambar se trouve sur la rive de la rivière Amou-Daria, et un petit ensemble de mausolées est construit dans sa partie sud. On y trouve également une grande mosquée à dôme, une petite chapelle sur la pente sud, ainsi que deux pièces du côté ouest.